# 新圣帕尔杜 (克勒兹省)
新圣帕尔杜（法語：Saint-Pardoux-le-Neuf，法語發音：[sɛ̃ paʁdu lə nœf]）是法国克勒兹省的一个市镇，属于欧比松区。

## 地理
新圣帕尔杜（45°55'46"N, 2°13'58"E）面积7.51 平方千米，位于法国新阿基坦大区克勒兹省，该省份为法国中部省份，位于法國中央高原西北部，北起安德尔省和谢尔省，西接维埃纳省，南至科雷兹省，东临多姆山省，东北与阿列省接壤。
与新圣帕尔杜接壤的市镇（或旧市镇、城区）包括：欧比松、穆捷罗泽耶、内乌、圣阿尔皮尼安。

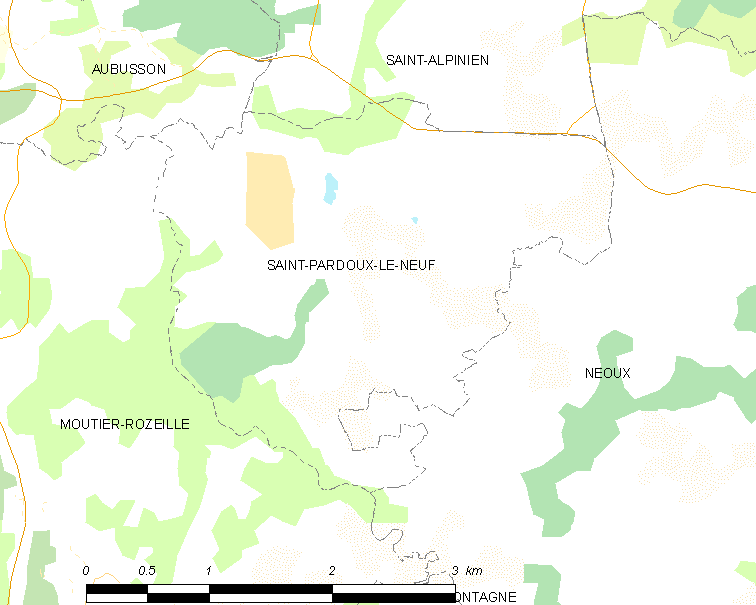
的OSM定位图

新圣帕尔杜的时区为UTC+01:00、UTC+02:00（夏令时）。

## 行政
新圣帕尔杜的邮政编码为23200，INSEE市镇编码为23228。

## 政治
新圣帕尔杜所属的省级选区为欧比松县。

## 人口

1962-2008年间人口变化图示

新圣帕尔杜于2022年1月1日时的人口数量为196人。